# ميغيل غارسيا غارسيا
ميغيل غارسيا غارسيا (بالإسبانية: Miguel García)‏ هو نقابي وسياسي إسباني، ولد في 1908 في برشلونة في إسبانيا، وتوفي في 1981 بسبب سل.